# Nolan Bushnell
Pour les articles homonymes, voir Bushnell.
Nolan Bushnell, né le 5 février 1943 à Clearfield dans l'Utah, est un pionnier de l'industrie du jeu vidéo aux États-Unis. Il est le concepteur de Pong et le cofondateur d'Atari.

## Biographie
Nolan Bushnell obtient un diplôme d'ingénieur en électronique de l'université de l'Utah en 1968, après avoir aussi étudié à l'université d'État de l'Utah.
En 1971, Bushnell invente la première machine d'arcade, Computer Space, puis commercialise l'un des premiers jeux vidéo, Pong en 1972. Le succès financier du jeu lui permet de développer la petite entité qu'il a créée et baptisée Atari. En 1976, il la revend à Warner Communications pour 28 millions de dollars et inaugure, l'année suivante, le premier restaurant de sa chaîne de restauration Chuck E. Cheese qui associe fast food, jeux électroniques et salles de spectacles.
En 1983, il rachète Videa (formé en 1982 par d'anciens employés de chez Atari) et l'intègre en tant que filiale sous l’appellation Sente Technologies, dans sa chaine de centres de divertissement Pizza Time Theatre (Chuck E. Cheese's). Sente Technologies est racheté en 1984 par Bally Midway Manufacturing Company.
Par la suite, Bushnell, toujours débordant d'imagination, fonde une vingtaine de sociétés parmi lesquelles Catalyst Technologies, Etak, Androbot, Axlon, Irata, AAPPS et ByVideo. Avec sa dernière société, uWink Inc., Nolan Bushnell et son équipe investissent le secteur des jeux  multijoueurs sur Internet. Bushnell intervient, par ailleurs, régulièrement dans des conférences et des colloques aux États-Unis et en Europe.
En 2014, sa chaîne Chuck E. Cheese's Pizza Time Theatre est vendue pour 1,3 milliard de dollars à Apollo Global Management.
Le 30 janvier 2018, la direction du Game Developers Conference annonce que Nolan Bushnell serait le récipiendaire du Pionneer Award 2018 pour l'ensemble de sa carrière. Mais dès le lendemain elle renonce à lui délivrer cet honneur, à la suite des protestations de militantes, en particulier Brianna Wu, dans la vague de #MeToo. Sont reprochés à Nolan Bushnell des comportements débridés tels que des réunions d'affaires dans un jacuzzi, dans les années 1970. Quelques jours plus tard, de nombreuses ex-employées d'Atari s'expriment en faveur de Nolan Bushnell et de l'ambiance dans l'entreprise, alors que lui-même s'excuse « au cas où l'une de ses actions aurait causé du tort ».
En janvier 2019, en tant que fondateur de l'entreprise X2 Games avec Zai Ortiz, il annonce lors de l'Alexa Conference 2019 à Chattanooga, la préparation d'un jeu pour Amazon Alexa.
En mars 2019, il est nommé PDG de Global Gaming Technologies Corp Inc, société basée à Vancouver et spécialisée dans le jeu en ligne.